# Les Cheetah Girls 2
Série Les Cheetah Girls
Les Cheetah Girls
(2003) Les Cheetah Girls : Un monde unique
(2008)
Pour plus de détails, voir Fiche technique et Distribution.
Les Cheetah Girls 2 est un téléfilm américain de la collection des Disney Channel Original Movie. Cette comédie est diffusée pour la première fois sur Disney Channel US le 25 août 2006, il s'agit de la suite de Les Cheetah Girls.
En France, elle est également diffusée sur Disney Channel, le 19 décembre 2006, puis aussi sur M6 et W9 en 2007.

## Synopsis
Dans ce second opus des aventures des Cheetah Girls, on retrouve le quatuor new-yorkais qui décide de s'envoler vers l'Espagne pour y participer à un concours de chant. Elles feront la connaissance de Marisol, leur rivale et déjà chanteuse adulée et très célèbre en Espagne, qui repasse pour la 3e fois le concours des Nouvelles Voix Las Nuevas Voices de Barcelona. Sa mère sera prête à tout pour faire gagner sa fille, même à tenter de briser les Cheetah Girls, en se basant sur les origines cubaines et mexicaines de Chanel en forçant sa fille à se lier d'amitié par ''intérêt'' avec cette dernière. En dehors de ce problème, un autre va tourmenter les Cheetah car ce voyage en Espagne est leur première aventure européenne et chacune d'elles va trouver un sens à sa vie, bien différent de celui des autres : la danse pour Dorinda ainsi que son idylle avec le beau Joaquin, la mode pour Aqua entraînée par la mère de Galleria chez les grands couturiers pour réaliser son rêve, puis enfin l'amitié de plus en plus fusionnelle entre Chanel et Marisol. Tout cela autour de Galleria, quant à elle menée par l'envie incroyable de devenir une superstar internationale, travaillant ainsi seule pour la réussite du groupe entre l'écriture de leurs chansons et les préparatifs pour le concours. Mais l'heure du concours approche. Les Cheetah vont-elles séduire le public espagnol face à Marisol, l'idole nationale ? Vont-elles réaliser leur rêve et devenir des stars internationales comme elles le souhaitent ?

## Fiche technique
- Titre : Les Cheetah Girls 2
- Titre original : The Cheeath Girls 2
- Réalisation : Kenny Ortega
- Scénario : Alyson Taylor
- Musique : David Lawrence
- Chorégraphie : Kenny Ortega, Charles Klapow
- Production : Deborah Gregory, Debra Martin Chase, Whitney Houston, Cheryl Hill
- Société de production : Martin Chase Production
- Distribution : Disney Channel
- Pays d'origine : États-Unis
- Genre : Comédie musicale
- Durée : 96 minutes
- Date de première diffusion :
  - États-Unis : 25 août 2006
  - France : 19 décembre 2006

## Distribution
- Raven-Symoné (VF : Barbara Tissier) : Galleria Garibaldi
- Adrienne Bailon (VF : Dorothée Pousséo) : Chanel Simmons
- Sabrina Bryan (VF : Karine Foviau) : Dorinda Thomas
- Kiely Williams (VF : Sylvie Jacob) : Aquanetta Walker
- Belinda Peregrin (VF : Caroline Pascal) : Marisol Julàn
- Golan Yosef (VF : Emmanuel Garijo) : Joaquin
- Lynn Whitfield (VF : Isabelle Leprince) : Dorothéa Garibaldi
- Lori Anne Alter (VF : Ethel Houbiers) : Juanita Simmons
- Kim Manning (VF : Brigitte Virtudes) : Lola Julàn
- Peter V. Newey (VF : Benjamin Pascal) : Angel
- Abel Folk (VF : Guy Chapellier) : Luc
- Rosana Pastor (VF : Christina Crevillén) : Arameta
- Richard Felix (VF : Philippe Sollier) : Randolph
- Guillermo Ayesa (VF : Enrique Fiestas) : Sr. Reynosa
- Sue Flack (VF : Denise Metmer) : Sra. Reynosa
- Ferran Audí (VF : Marc Alfos) : Directeur du Festival

Version française
- Société de doublage : Dubbing Brothers France
- Direction artistique : Hervé Rey
- Adaptation des dialogues : Ghislaine Gozès

Source : carton de doublage sur Disney+

## Succès du film aux États-Unis
Le film, qui a réuni 8,1 millions de téléspectateurs, a battu le nombre de téléspectateurs de High School Musical, qui était de 7,7 millions. Le film a été détrôné ensuite par Jump In! qui a obtenu 8,2 millions de personnes et ensuite, il s'est fait battre par la première du téléfilm High School Musical 2.

## À propos du film
- Le film a été tourné en Espagne, il a été produit par Kenny Ortega (qui a produit aussi le grand succès de Disney Channel High School Musical)
- Au début, lorsque les Cheetah Girls chantent Strut, Galleria a dans ses mains un bloc-notes et un stylo, Dorinda a une caméra et Aqua a un livre, puis à partir du 2e couplet, elles n'ont plus leurs objets dans les mains et continuent de chanter avec Chanel sans rien remarquer.

## Le DVD
- Le DVD en Zone 1 est disponible depuis décembre 2006 sous le nom de "The Cheetah Girls 2 A Cheetah-licious Edition": Les spécifications du DVD Zone 1 sont les suivantes :
  - Aspect Ratio(s) : FullScreen (Standard) - 1.33:1
  - Information Discographie : DVD Région 1
  - Bande sonore : anglais (Dolby Surround 5.1)
  - Détails:
    - Sous-titres anglais
    - Making-of
    - Fin alternative
    - Karaoké
- Le DVD en Zone 2 (France) est disponible depuis juin 2007 sous le nom de "Les Cheetah Girls 2 Une Edition Cheetah -Lucinante": Les spécifications du DVD Zone 2 sont les suivantes :
  - Aspect Ratio(s) : FullScreen (Standard) - 1.33:1
  - Information Discographie : DVD Région 2
  - Bande sonore : anglais (Dolby Surround 2.0), français (Dolby Surround 2.0), allemand (Dolby Surround 2.0), italien (Dolby Surround 2.0), espagnol (Dolby Surround 2.0).
  - Détails:
    - Sous-titres en anglais, français, allemand, italien, espagnol et autres langues
    - Conseils de Cheetah Girls : comment devenir cheetah-licieuse
    - Clip
    - Fin alternative

## Dates de sortie
- Première mondiale aux États-Unis le 25 août 2006.
- Au Canada le 1er septembre sur Family Chanel
- En Grande-Bretagne le 29 septembre 2006
- En Italie le 2 décembre 2006
- En France le 19 décembre 2006
- Au Japon le 1er janvier 2007
- Sur Disney Channel Asie les 27 et 28 janvier 2007
- En Australie le 28 janvier 2007
- En Inde le 28 juillet 2007

## Sites internationaux
- Disney Channel Argentina 1 - Disney Channel Argentina 2
- Disney Channel Asia
- Disney Channel Brazil
- Disney Channel France
- Disney Channel Italy
- Disney Channel Japan
- Disney Channel Mexico 1 - Disney Channel Mexico 2
- Disney Channel Spain
- Disney Channel Taiwan
- Disney Channel UK
- Family Channel (Canada)